# Masiphya cunina
Masiphya cunina là một loài ruồi trong họ Tachinidae.